# Laura Elena Trujillo Ortega
Laura Trujillo Nació el 5 de marzo de 1956 en la ciudad de Celaya, en el estado de Guanajuato, México. Es bióloga por la Universidad Nacional Autónoma de México y doctora en ecología política por la Universidad de California.[cita requerida]
Está especializada en ecología política y soberanía alimentaria en relación con el ámbito rural y la economía.

## Biografía
Tiene experiencia en la ecología política de las redes agroalimentarias mundiales, agroecología y soberanía alimentaria. Ha llevado a cabo investigación de acción participativa sobre las relaciones entre las empresas alimentarias y los productores de café de pequeña escala en México y América Central.[cita requerida]
Ha pasado la mayor parte de su carrera en la investigación y enseñanza de las relaciones de la justicia, el género y la equidad social, el comercio justo, el comercio mundial y la globalización de los sistemas alimentarios, en varias universidades. Actualmente se desempeña como catedrático de la Universidad Autónoma Chapingo, en México. 